# 栃木市立栃木第三小学校
栃木市立栃木第三小学校（とちぎしりつ とちぎだいさんしょうがっこう）は、栃木県栃木市小平町にある公立小学校。

## 沿革
- 1929年4月3日 - 栃木第三尋常小学校として開校。
- 1941年4月1日 - 栃木第三国民学校に改称。
- 1947年4月1日 - 栃木市立栃木第三小学校に改称。

## 通学区域
栃木地区の北部に相当する地区が栃木第三小学校の学区となっている。学区域内には近年になって開発された住宅街が広がるほか、箱森町の栃木県道309号栃木環状線（栃木バイパス）沿いにはイオン栃木店など郊外型の大規模商業施設の集積が見られる。また、嘉右衛門町の例幣使街道には歴史的な街並みが残る。
栃木市
- 泉町[1]
- 大町
- 昭和町
- 小平町

- 嘉右衛門町
- 平柳町1丁目
- 箱森町の一部

## 周辺
- 新栃木駅
- 栃木市消防署
- ヤオハンプラザアイム
- 岡田記念館
- 巴波川